# Flughafen Berlin-Tempelhof
Tempelhof Lufthavn (også Tempelhof International Airport, Berlin-Tempelhof, ty.: Flughafen Berlin-Tempelhof) er en tidligere tysk lufthavn, der var beliggende i den sydlige del af Berlin i bydelen Tempelhof. Lufthavnen lukkede den 30. oktober 2008, hvorefter Berlin i de næste 12 år alene blev betjent af Tegel og Schönefeld indtil begge lufthavne lukkede og blev erstattet af Berlin Brandenburg lufthavn in 2020.
Tegelhof blev udpeget som lufthavn af det tyske transportministerium i oktober 1923. Den ældste flyterminal blev opført i 1927. I forventning om en kraftigt stigende flytrafik påbegyndte Nazi-Tyskland en storstilet udvidelse og ombygning af lufthavnen i midten af 1930'erne. Som en del af Albert Speers plan for genopbygningen af Berlin under den nazistiske epoke, blev professor Ernst Sagebiel beordret til at erstatte den gamle terminal med en ny terminal i 1934. Tempelhof hovedbygnig var på et tidspunkt mellem de tyve største bygninger i verden.
Lufthavnen blev brugt under Blokaden af Berlin (1948-49) under den kolde krig, hvor al land- og vandtransport til Vestberlin var blokeret. Arkitekten Norman Foster har kaldt lufthavnen The Mother of all Airports.
Passagertallet var i 2005 1,5 mio. men faldt siden drastisk, og var i 2007 på blot 350.181.

## Nedlæggelse
Siden 1995 var der offentlig debat om at nedlægge lufthavnen, bl.a. på grund af dens begrænsede kapacitet og manglende muligheder for udvidelser grundet lufthavnens placering midt i et boligområde. Spørgsmålet blev gjort til genstand for en vejledende folkeafstemning 27. april 2008. Trods et flertal blandt de afgivne stemmer for at bevare Tempelhof, førte en for lav valgdeltagelse til, at der i efteråret 2008 blev truffet beslutning om en nedlæggelse. Folkeafstemningen fik en deltagelse på blot 21,2 procent, mens kravet var en valgdeltagelse på mindst 25 procent. Blandt argumenterne for at bevare lufthavnen var, at den ligger centralt – blot 6 km fra Rigsdagsbygningen – og at den af historiske grunde ikke burde lukkes.
Frem til lukningen blev lufthavnen betjent af blot fire flyselskaber; Brussels Airlines, InterSky, Cirrus Airlines og Windrose Air. Lufthavnens sidste flyvning fandt sted om aftenen den 30. oktober 2008. Maskinen Dornier 328 fra flyselskabet Cirrus Airlines var det sidste regulære rutefly der afgik fra Berlin/Tempelhof. Flyet lettede kl. 22:17 med en halv times forsinkelse og satte kursen mod Mannheim, Baden-Württemberg.

## Fremtidig anvendelse
I december 2013 besluttede Berlins senat, at lufthavnsbygningerne skal indrettes til biblioteker og andre kulturformål.
I dag bruges lufthavnsområdet som friluftspark.